# マイケル・クライトン
マイケル・クライトン（英語: Michael Crichton [ˈkraɪtən]、1942年10月23日 - 2008年11月4日）は、アメリカ合衆国の小説家、SF作家、映画監督、脚本家。

## 人物
全世界で1億5千万部もの本を売ったベストセラー作家であり、多くの作品が映画化された。1994年にはテレビ（『ER』）、映画（『ジュラシック・パーク』）、書籍（『ディスクロージャー』）で同時に1位となる快挙を成し遂げた。テレビドラマ『ER』では製作総指揮を務めパイロット版の脚本も手がけた。作品はアクション主体で、そこにテクノロジーも取り入れられている。一般にテクノスリラーと呼ばれるジャンルに分類され、テクノロジーとそれを扱う人間の間違いを描き、最終的に生物工学的大災害を生じるストーリーが多い。近未来を舞台にした小説では、医学や科学の知識を基盤としている。身長は206.6センチメートル（6'9"）。なお日本でマイケルの作品を多く出版する早川書房は著者名の表音、カナ表記をマイクル・クライトンとしており、同社以外の出版物・文献においてもこれにならった表記がなされることがある。

## 学生時代まで
1942年10月23日にイリノイ州シカゴにて、ジョン・マイケル・クライトンとして誕生する。父はジャーナリストで、2人の姉妹と弟が1人いる。クライトンはニューヨーク州のロングアイランドで育った。子供のころから文章を書くのが好きで、14歳の時にはニューヨーク・タイムズの旅行関連のコラムに文章が採用されたことがある。そのころから作家を志していた。1960年にハーバード大学のハーバード・カレッジに入学。そこで、彼の作風を批判して異常に低い点をつける文学の教授に出会い、ある実験を試みることにした。彼はその疑惑を他の教授に伝えた上で、ジョージ・オーウェルの作品を故意に盗用したレポートを問題の教授に提出した。するとその教授は "B-" の評価をつけてレポートを返したという。こうした問題もあって、クライトンは英文学から自然人類学に転向し、そちらで1964年に学士号を取得した。1965年にはケンブリッジ大学で人類学の客員講師を務めたこともある。
その後ハーバード・メディカルスクールに入学し、同時に作家活動を開始した。その頃使ったペンネームがジョン・ラング（John Lange）とジェフリー・ハドソン（Jeffery Hudson）である。"Lange"はドイツ語の姓で"long"を意味する。ジェフリー・ハドソンはヘンリエッタ・マリア王妃に仕えた有名な小人である。どちらもクライトンの背が非常に高いことから発想したペンネームだった。『インナー・トラヴェルズ』の中で、彼が作者と知らずに『アンドロメダ病原体』（この作品はマイケル・クライトン名義で出版）の医学的間違いについてドクターたちが話していたというエピソードを語っている。ハドソン名義で出版した『緊急の場合は』で1969年のMWA賞を受賞。また、弟のダグラスとDealingという小説を合作し、マイケル・ダグラス（Michael Douglas）名義で出版した。その本の裏表紙には母親が撮影した幼いころの兄弟の写真を使っていた。
クライトンは1969年に医学博士号を取得してハーバードを卒業し、1969年から1970年までカリフォルニア州ラホヤのソーク研究所で研究生として研究を続けた。ハーバードで彼は「病は気から」が真実であると確信するようになった。『インナー・トラヴェルズ』で「我々は自ら病気になる。どんな病気も全てその本人に直接の責任がある」と書いている。その後オーラ・スプーン曲げ・透視といった事柄も信じるようになった。

## 作家としての経歴

### 小説
作家デビュー作は『華麗なる賭け』で、1966年にジョン・ラング名義で出版された。コスタ・ブラバの隔絶されたホテルでの強盗事件の顛末を描いた215ページのペーパーバックである。強盗計画にクリティカルパス法のコンピュータプログラムを使うが、予測不能の事象が発生する。翌年『殺人グランプリ』を出版（1965年に執筆したものでこちらが処女作）。美男子の弁護士を主人公とする話で、ニースで暗殺者に間違われ危機に陥るというストーリーである。1968年には『ファラオ復活』と『緊急の場合は』を出版。『ファラオ復活』はエジプト学者を主人公とし、ヒエログリフを解読して未知のファラオの墓の場所を知るという話である。一方『緊急の場合は』はボストンの病理学者を主人公とする医療スリラーで、友人の産科医が不正な人工妊娠中絶を行い、若い女性を死なせた事件を追う話である。この作品はクライトンのターニングポイントとなった。これ以降、テクノロジーが重要な主題になっていく。本作で1969年のアメリカ探偵作家クラブのエドガー賞 長編賞を受賞した。
1969年には3作品を出版した。まず『生存率ゼロ』はアメリカ人放射線医が休暇でスペインに滞在中、貴重な美術品を捜しているギャング間の殺人的抗争に巻き込まれる話である。次は『アンドロメダ病原体』で、この作品でベストセラー作家として認識されるようになった。致死性の地球外微生物を研究する科学者チームを描いた小説で、この微生物に感染すると血が固まり2分で死にいたる。そのコード名が「アンドロメダ」で、成長するに従って生物学的性質を変化させる。ベストセラーとなり、2年後にはロバート・ワイズ監督で『アンドロメダ…』として映画化された。2008年には『アンドロメダ・ストレイン』としてテレビシリーズ化されている（製作総指揮はリドリー・スコット、トニー・スコット、フランク・ダラボン）。1969年の3作目は『毒蛇商人』で、医学的研究のために製薬会社や大学で使う蛇の輸入業者が蛇使いとしての特殊な技能を利用して密輸するという話である。蛇にメキシコの貴重な工芸品を飲み込ませるという手口である。また1969年にはJ・マイケル・クライトン名義でカート・ヴォネガットの『スローターハウス5』のレビューも書いている。
1970年にも3作品、『エデンの妙薬』、『ジャマイカの墓場』、Dealing: Or the Berkeley-to-Boston Forty-Brick Lost-Bag Bluesを出版。『ジャマイカの墓場』は翌年のMWA賞にノミネートされた。
1972年には2作品を出版。『サンディエゴの十二時間』は、中流のビジネスマンがアメリカ合衆国大統領暗殺を企て、致死性神経ガスの原料となる2つの化学物質を軍から盗み出す話である。『ターミナル・マン』は、発作を起こすと凶暴になりそれが収まったときその間の記憶を無くしているてんかん患者を描いた話である。その男の脳に電極を埋め込むというクライトンらしい話である。この作品は1974年に『電子頭脳人間』として映画化もされたが、小説も映画も評価はあまり高くない。
1975年に『大列車強盗』で19世紀を舞台にした歴史小説という新たなジャンルに挑戦した。これもベストセラーになった。1855年にヴィクトリア朝のイギリスで実際に起きた列車強盗事件（グレートゴールド強盗）を題材にしている。物語の大部分はロンドンで進行する。この小説は1979年にクライトン自身が監督して映画化され、ショーン・コネリーやドナルド・サザーランドが出演した。この映画はアメリカではアメリカ探偵作家クラブのエドガー賞最優秀映画賞を受賞し、イギリス撮影監督協会のBest Cinematography Awardにノミネートされた。
1976年の『北人伝説』は10世紀のムスリムがヴァイキングの一団と共に旅をし、ヴァイキングの居住地を訪れる話である。古い文献に科学的論評を加えた形式で語られる物語であり、2つの文献が発想の元になっている。前半3章はアフマド・イブン・ファドラーンの北方への旅行記とルーシ族との出会いに基づいており、後半は『ベーオウルフ』に基づいている。クライマックスで敵となるグレンデルの正体をネアンデルタール人の生き残りとしている。この小説は『13ウォーリアーズ』として映画化された。当初ジョン・マクティアナンが監督を務めていたが、クライトンが監督を引き継いだ。
1980年の『失われた黄金都市』はコンゴの熱帯雨林でのダイヤモンドを求める探検を描いた話で、伝説の都市を発見し、凶暴なゴリラの種を発見する。これを原案として1995年に映画『コンゴ』が製作された。7年後に出版された小説『スフィア 球体』は、ある心理学者がアメリカ海軍に招かれアメリカ合衆国連邦政府の結成した科学者チームの一員となり、太平洋の海底で見つかった約300年前の異星人のものと思われる巨大宇宙船を調査する話である。この小説はSFとして始まるが、すぐに心理スリラーに変貌し、最終的には人間の想像力を探究するものになっている。この小説は1998年に『スフィア』として映画化され、バリー・レヴィンソンが監督した。

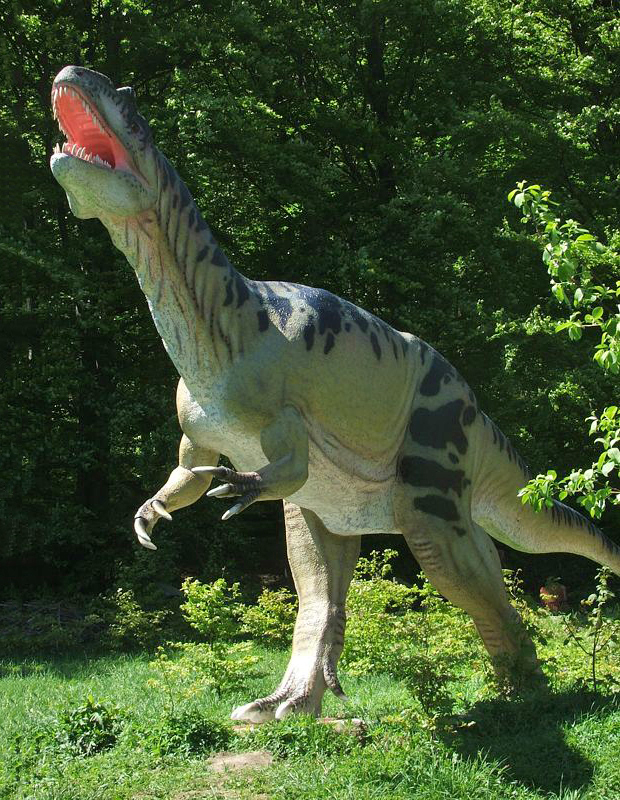
クライトンの『ジュラシック・パーク』とその続編は映画化され大人気となった。これに関連したテーマパークは世界各地に作られた。写真はポーランドのテーマパークのもの

1990年にクライトンは『ジュラシック・パーク』を出版した。『アンドロメダ病原体』や『北人伝説』でも採用した偽書の体裁で書かれている。さらにコスタリカの西方にある島に作られた恐竜のテーマパークの崩壊した原因をカオス理論やその哲学的含意を使って解説している。コハクに閉じ込められたカが吸った恐竜の血からDNAを抽出し、様々な恐竜が再生されたという設定である。
元々は大学院生が恐竜を再生させるという脚本を書いたクライトンだったが、結局恐竜やクローンについての興味を追究して長編小説にすることにした。スティーヴン・スピルバーグは1989年10月、クライトンと後にテレビドラマ『ER』となった脚本について議論していてこの小説のことを知った。本の出版前にクライトンは部数に応じた印税の他に150万ドルの原稿料を要求した。ワーナー・ブラザース（ティム・バートン監督）、ソニー・ピクチャーズ（リチャード・ドナー監督）、20世紀フォックス（ジョー・ダンテ監督）も映画化権争奪戦に加わったが、ユニバーサル・ピクチャーズとスピルバーグが50万ドルで映画化権を獲得した。小説はかなり長いため、クライトンは映画化されたのはその10%から20%程度だとしている。映画は1993年に公開され、大ヒットした。

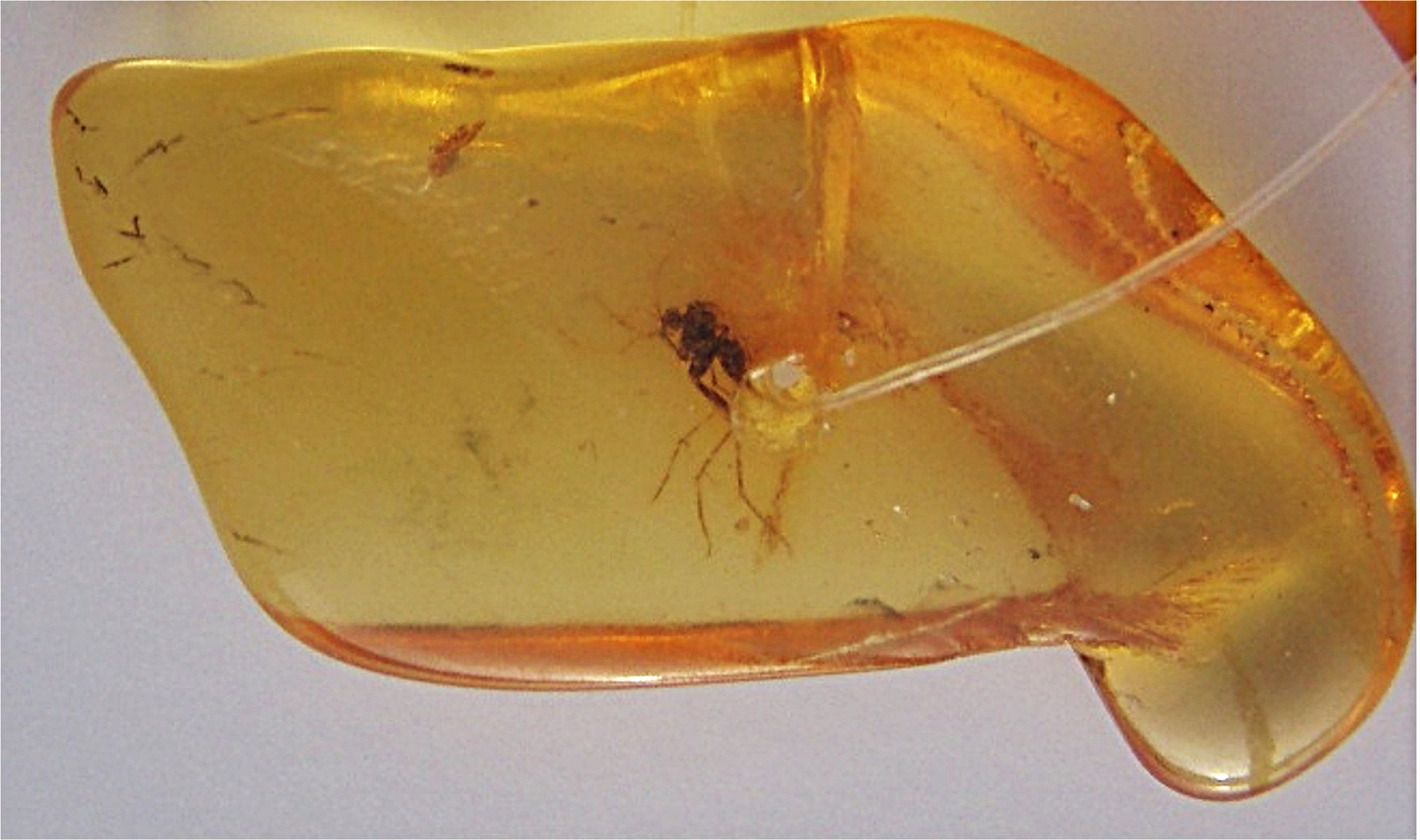
コハクに捕らわれた蚊。こういった見本が『ジュラシック・パーク』の発想の原点となった。

1992年の小説『ライジング・サン』は、ロサンゼルスに進出した日本企業で殺人が起きるという話で、ベストセラーになった。『ジュラシック・パーク』とおなじ1993年に映画化された。1994年の小説『ディスクロージャー』ではセクシャルハラスメントをテーマとしているが、年下の女性上司が男性部下に対して行うという点が目新しい。結果としてフェミニストから非難されたが、クライトンはそのような反応があることを予期していて、結末部分に反論めいたことを書いている。この小説はバリー・レヴィンソン監督ですぐに映画化された。
1995年には『ジュラシック・パーク』の続編『ロスト・ワールド』を出版。1997年に再びスピルバーグ監督で映画化された。1996年の小説『エアフレーム』は航空機業界を舞台にしたテクノスリラーである。リアリティを出すため、アメリカン航空191便墜落事故やアエロフロート航空593便墜落事故といった実際の航空機の事故を引用している。
1999年の『タイムライン』は過去へのタイムトラベルを扱ったSF小説である。2000年にはアイドス・インタラクティブがコンピュータゲーム化し、2003年には映画化された。
2002年の『プレイ -獲物-』は科学やテクノロジーの発展に警鐘を鳴らす話で、特にナノテクノロジーを問題にしている。この小説では比較的新しい科学技術の成果である人工生命、創発と複雑性、遺伝的アルゴリズム、知的エージェントなどを扱っている。
2004年の小説『恐怖の存在』は、エコテロリズムによる大量虐殺を描いている。テーマは地球温暖化と気候変動で、クライトンは付録の中で地球温暖化と科学の政治化について論じている。疑似科学と政治が結びついて起きた不幸の実例として、優生学とホロコースト、ルイセンコ論争を挙げている。この小説は初版で150万部を売り上げ、ベストセラーとなった。
存命中の最後の小説『Next』は遺伝子組み換えを扱った作品で、2006年に出版された。
最後の小説『パイレーツ -掠奪海域-』は、当初2008年12月に出版を予定していたが、2009年11月に延期された。さらに未完の小説が2010年後半に出版される予定だと発表されていたが、リチャード・プレストンが後半を書き足して完成させた『マイクロワールド』は2012年になってようやく発表された。

### ノンフィクション

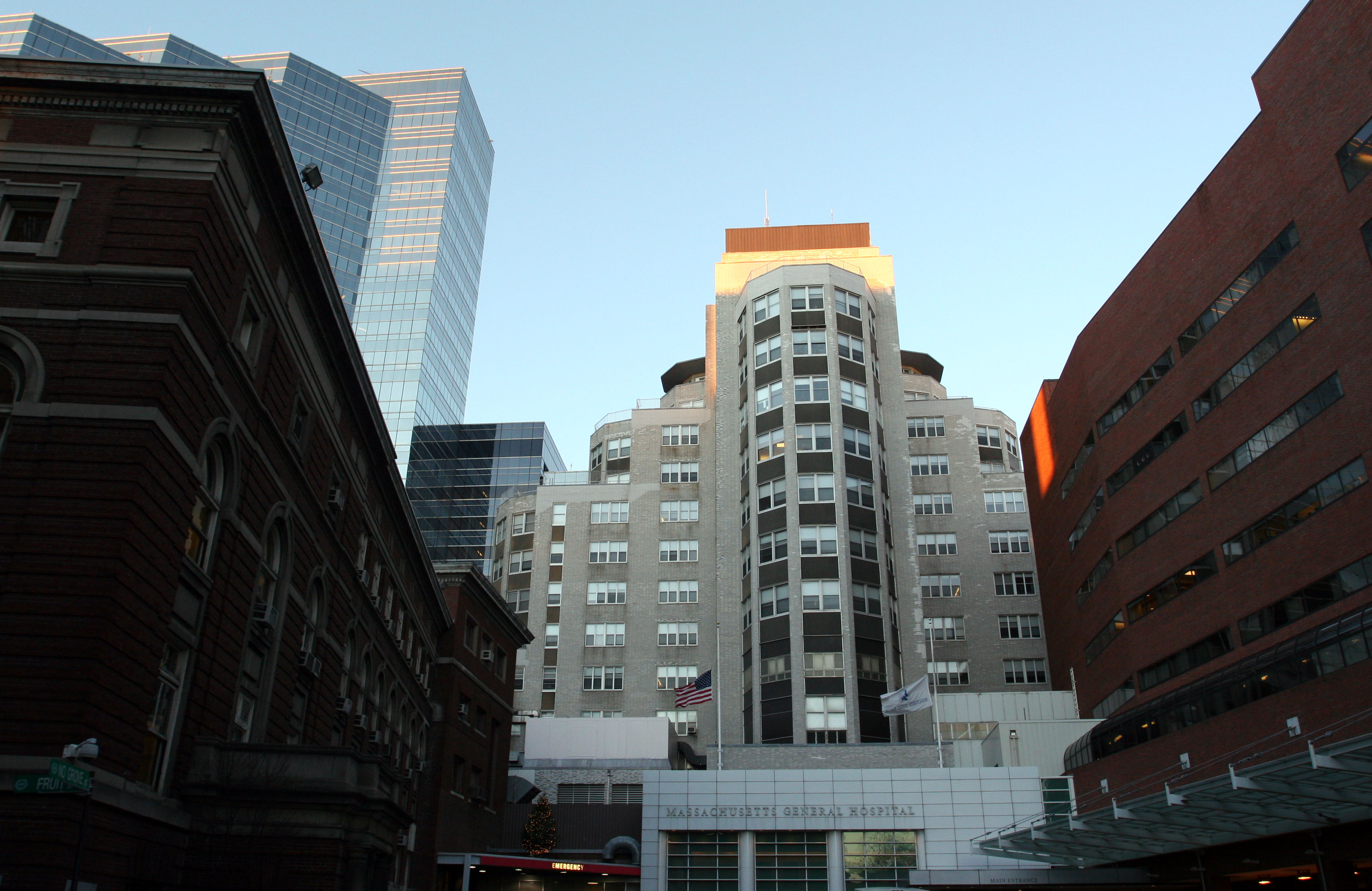
クライトン初のノンフィクション『五人のカルテ』は1960年代後半のマサチューセッツ総合病院での経験に基づくもので、アメリカの厚生関係のコストや政治の問題を扱っている。

フィクションとは別に、クライトンは医療や科学をテーマとした本をいくつか書いている。1970年の『五人のカルテ』は、1960年代後半のマサチューセッツ州ボストンのマサチューセッツ総合病院での実体験が元になっている。5人の患者が病院で経験することを通して、当時の医療についての問題点を明らかにしている。
1977年の『ジャスパー・ジョーンズ』は個人的にも友人だったジャスパー・ジョーンズに関する本である。1994年には改訂版が出ている。
1983年の『エレクトロニック・ライフ』はBASIC言語によるプログラミングを紹介した本である。パーソナルコンピュータ黎明期の入門書の1つであり、用語集的側面もある。また、コンピュータの将来について予言的なことも書いており、ネットワークが重要になり、画像や情報が共有できるようになるとしている。また、コンピュータゲームは廃れるという予測もしている。また、自作のBASICプログラムも多数掲載している。
1988年の『インナー・トラヴェルズ』は自伝的エッセイである。オーラやスプーン曲げなどオカルト的な体験をするエピソードが含まれる。

### 作風
クライトンの作品は科学技術、とりわけ生命科学に関わるテーマは多くの作品で通底している。さらに最先端のサイエンストピックスも貪欲にリサーチし、咀嚼したうえで問題提起し作品に取り入れる。このためクライトン作品の魅力の一つはしばしば訳者等から「新鮮なテーマ」であると評価されてきた。
『緊急の場合は』は医学ミステリー、『アンドロメダ病原体』はバイオ・サスペンス、『ジュラシック・パーク』はパニック・アクションと、この3作品のみでもジャンルやテーマが異なる。

## 映画監督・脚本家
クライトンは映画やテレビの監督や脚本家も務めていた。特に1970年代には映画製作者として成功を収めていた。最初の監督作品『暗殺・サンディエゴの熱い日』（1972年）はテレビ映画として放映された。脚本も務めており、自身の小説『サンディエゴの十二時間』をベースにしている。
『ウエストワールド』（1973年）はCGIを使った最初の映画で、続編の『未来世界』（1976年）では初めて3次元CGIが使われた。
『コーマ』（1978年）はロビン・クックの小説を原作とする映画である。クックとクライトンは共に医師の資格を持ち、年齢も近く、作品テーマも似ている。
他にも『大列車強盗』（1979年）、『ルッカー』（1981年）、『未来警察』（1985年）、『証人を消せ/レンタ・コップ2』（1989年）といった映画で監督を務めた。
脚本家としてのみ関わった作品は、エクストリーム・クローズ・アップ（1973年）と『ツイスター』（1996年）があり、後者は当時の妻（『俺がハマーだ!』に出演していたアン＝マリー・マーティン）との共同脚本である。なお、『ジュラシック・パーク』と『ロスト・ワールド』はクライトンの小説がベースだが、『ジュラシック・パークIII』はクライトンとは無関係である。
クライトンはテレビドラマ『ER』の原作者であり、製作総指揮を務めた。当初スティーヴン・スピルバーグ監督の映画として企画が進行していたが、初期段階でスピルバーグがクライトンの新作について尋ね、「恐竜とDNA」をテーマにした作品だと聞き、スピルバーグはそちらの映画化に興味を持ち、『ER』から降りたという経緯がある。クライトン自身が脚本を書いたのはパイロット版を含む最初の3話だけである。

## 評価

### 環境問題についての見方への批判
晩年の作品『恐怖の存在』（上下巻）では、近年の“過剰な環境保護ブーム”を「環境保護利権」などが煽っている「危険な疑似科学」であるとして批判した。するとそれまで“権力や科学文明の暴走に警鐘を鳴らす作家”としてクライトンを評価していた読者、団体、メディアの多くが一斉に、“クライトンは右派に転向した”と非難の声を浴びせたという。例えば気象学者のジェフリー・マスターズ は『恐怖の存在』について、この本は地球温暖化について間違った説明をしていると書いている。
また、クライトンは南極の気温が1986年から2000年にかけて下がっているとしているが、その出典となったのはピーター・ドランが『ネイチャー』誌2002年1月号に発表した論文である。ドランは2006年7月27日の『ニューヨーク・タイムズ』にて、「マイケル・クライトンは小説『恐怖の存在』で地球温暖化への反証として我々の成果を間違った形で使っている」と述べている。アル・ゴアは2007年3月、「地球は温暖化している（has a fever）。もしあなたの赤ん坊に熱があったら医者に行くだろう。……医者が処置が必要だと言っているのに、『そんなことは問題じゃないというSF小説を読んだから、結構です』とは言わないだろう」と述べた。これは一般に『恐怖の存在』を指した発言と見られている。

### マイケル・クローリー
2006年の小説『NEXT』には"ミック・クローリー"という人物が登場し、イェール大学卒でワシントンD.C.の新聞で政治コラムニストをしており、幼児性愛者だとされている。"Mick Crowley"の名は1カ所にしか出てこない。
これに対してイェール大学卒でワシントンD.C.の政治雑誌ザ・ニュー・リパブリックの編集者を務めるマイケル・クローリーが実在する。2006年3月にこの実在するクローリーは『恐怖の存在』を痛烈に批判する記事を書いたことがある。小説に登場させられたことについてCrowleyは、こういう形で仕返しするのは作家が批評家に負けたと認めるようなもので、光栄だと述べた。

### 受賞歴
- 1969年: アメリカ探偵作家クラブのエドガー賞最優秀長編賞 - 『緊急の場合は』
- 1970年: Association of American Medical Writers Award - 『五人のカルテ』
- 1980年: アメリカ探偵作家クラブのエドガー賞最優秀映画賞 - 『大列車強盗』
- 1992年: ピープル誌の"Fifty Most Beautiful People"に選ばれた。
- 1994年: ピーボディ賞 - 『ER』
- 1995年: アカデミー賞 Technical Achievement Award
- 1995年: 全米脚本家組合賞長編テレビ脚本部門 - 『ER』
- 1996年: プライムタイム・エミー賞最優秀ドラマ賞 - 『ER』
- 2006年: The American Association of Petroleum Geologists Journalism Award

## 私生活と死
背の高さや知性の高さからクライトンは幼少期から疎外感を持っており、1970年代から1980年代にかけて霊能者や宗教団体の教祖などに相談していた。その結果、瞑想の技術を身に付け、生涯それを実践していた。また、長編小説をだいたい6週間から7週間で書き上げた。執筆が佳境にさしかかると徐々に早起きになり、午後10時に寝て午前2時に起きるということもあったという。
クライトンは5回結婚し、うち4回は離婚に終わっている。子供は2人もうけたが、1人は彼の死亡時には産まれていなかった。
クライトンはアメリカ現代アートをコレクションしていたが、それらは2010年5月にクリスティーズで競売された。
2006年11月にクライトンはワシントンD.C.のナショナル・プレス・クラブで会見した。彼は作品の著作権についての訴訟をいくつか抱えていた。まず1985年、『コーマ』の原作者は自分だという Ted Berkic に訴えられたが、法廷では両者の作品が似ていないというクライトンの主張が認められた。1996年には『ジュラシック・パーク』が自身の1980年代の恐竜を扱った児童向け小説の権利を侵害したとしてGeoffrey Williamsに訴えられたが、クライトンが勝っている。1998年には『ツイスター』は自身の作品"Catch the Wind"に基づいていると主張する Stephen Kessler に訴えられたが、陪審員は45分かけてクライトンの勝利を評決した。
クライトンは私生活を全く公開せず、喉頭癌についても死去の直前まで公表されなかった。クライトンの弟ダグラスによると、2008年初めにリンパ腫が見つかったという。化学療法を受けていたものの、2008年11月4日にロサンゼルスで急死した。66歳であった。

## 著作リスト
フィクション
- 1966年『華麗なる賭け』Odds On：ジョン・ラング名義
- 1967年『殺人グランプリ』Scratch One：ジョン・ラング名義
- 1968年『緊急の場合は』Case of Need：エドガー賞 長編賞（1969年）受賞：Jeffery Hudson名義
- 1968年『ファラオ発掘』Easy Go：ジョン・ラング名義
- 1969年『アンドロメダ病原体』The Andromeda Strain：1971年星雲賞海外長編賞受賞
- 1969年『生存率ゼロ』Zero Cool：ジョン・ラング名義
- 1969年『毒蛇商人/スネーク・コネクション』The Venom Business：ジョン・ラング名義
- 1970年『エデンの妙薬』Drug of Choice：ジョン・ラング名義
- 1970年『ジャマイカの墓場』Grave Descend：ジョン・ラング名義
- 1972年『サン・ディエゴの十二時間』Binary：ハヤカワミステリシリーズ版は「ジョン・ラング名義」、ハヤカワ文庫は「クライトン名義」で『サンディエゴの十二時間』と改題
- 1972年『ターミナル・マン』The Terminal Man
- 1975年『大列車強盗』The Great Train Robbery
- 1976年『北人伝説』Eaters of the Dead
- 1980年『失われた黄金都市』Congo
- 1989年『スフィア 球体』Sphere
- 1990年『ジュラシック・パーク』Jurrassic Park
- 1992年『ライジング・サン』Rising Sun
- 1993年『ディスクロージャー』Disclosure
- 1995年『ロスト・ワールド -ジュラシック・パーク2-』The Lost World
- 1996年『エアフレーム -機体-』Airframe
- 1999年『タイムライン』Timeline
- 2002年『プレイ -獲物-』Prey
- 2004年『恐怖の存在』State Of Fear
- 2007年『Next（英語版）』NEXT
- 2009年『パイレーツ -掠奪海域-』Pirate Latitudes
- 2012年『マイクロワールド』（上・下）Micro: A Novel（クライトンの死後リチャード・プレストンが完成）

ノンフィクション
- 1970年『五人のカルテ』Five Patients
- 1988年『インナー・トラヴェルズ/トラヴェルズ -旅、心の軌跡-』Travels

### 脚本・監督した映画
- 1972年『暗殺・サンディエゴの熱い日』Pursuit（脚本・監督、TV映画）
- 1973年『ウエストワールド』Westworld（監督・脚本）
- 1978年『コーマ』Coma（監督・脚本）
- 1979年『大列車強盗』The First Great Train Robbery（原作・脚本・監督）
- 1984年『未来警察』Runaway（監督・脚本）
- 1996年『ツイスター』Twister（脚本）

### 小説の映画化作品
- 1971年『アンドロメダ…』The Andromeda Strain
- 1972年『殺しのカルテ』The Carey Treatment
- 1974年『電子頭脳人間』The Terminal Man
- 1979年『大列車強盗』The Great Train Robbery
- 1993年『ライジング・サン』Rising Sun
- 1993年『ジュラシック・パーク』Jurassic Park
- 1994年『ディスクロージャー』Disclosure
- 1995年『コンゴ』Congo
- 1997年『ロスト・ワールド/ジュラシック・パーク』The Lost World: Jurassic Park
- 1998年『スフィア』Sphere
- 1999年『13ウォーリアーズ』The 13th Warrior
- 2001年『ジュラシック・パークIII』Jurassic Park III
- 2003年『タイムライン』Timeline
- TBA　Eruption

### テレビドラマ
- ER緊急救命室（製作総指揮、パイロット版の脚本）

## エピソード

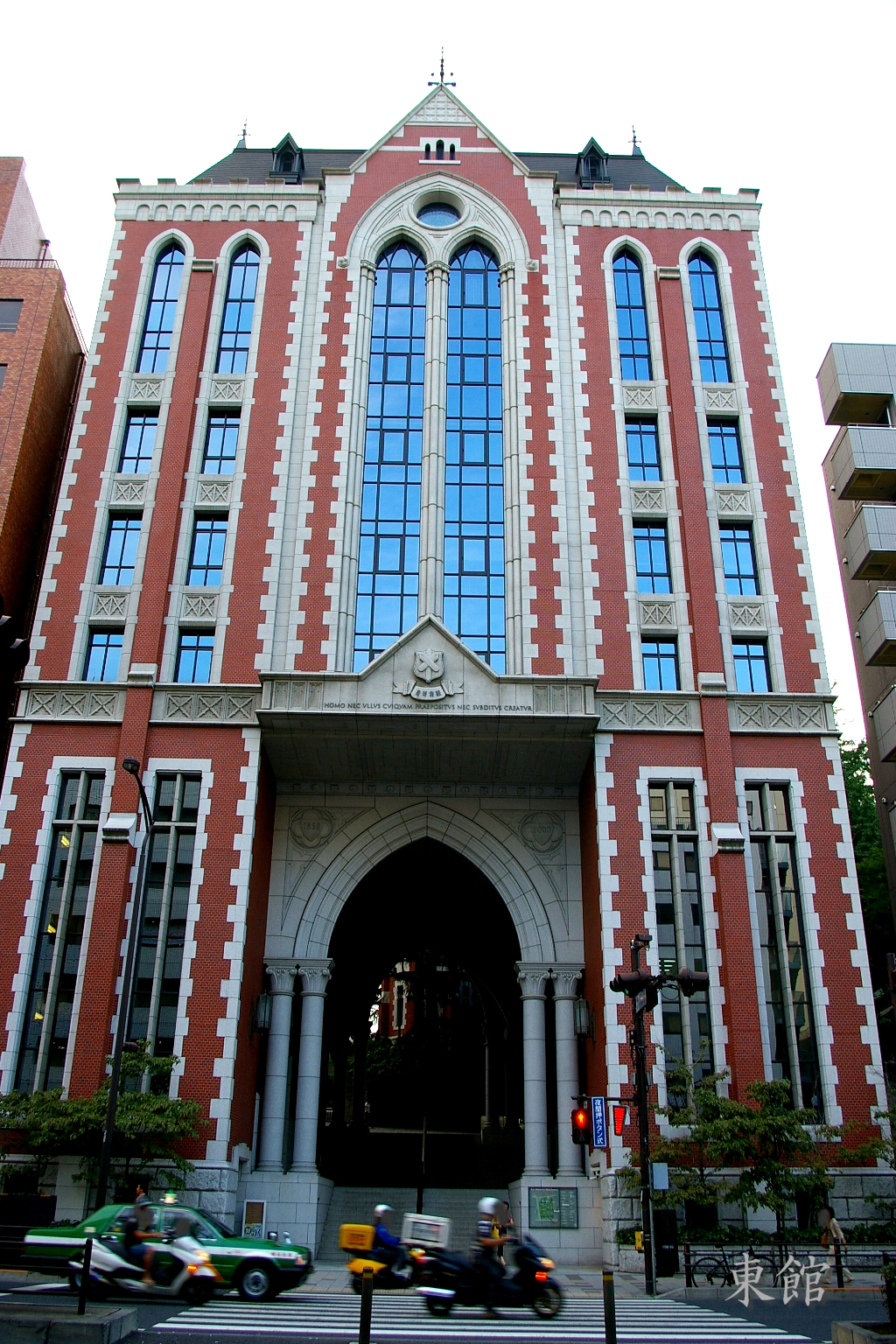
東館

2000年来日したとき慶應義塾大学･東館の杮落としで講演を行った。その時、大学の要請で壁面の高いところに手書きでサインをしたが（クライトンの身長は2メートルを超える）、次の日、清掃係が間違って落書きと解して消してしまい、後に改めてサインし直した。G-SEC Labは塾内では「クライトンカフェ」の通称で通っている。
『アンドロメダ病原体』は、小松左京の『復活の日』をヒントにしているという説もある（ハルキ文庫版『復活の日』収録の著者インタビューより）。
中華人民共和国遼寧省で発見されたアンキロサウルス類の恐竜であるクリトンサウルス（Crichtonsaurus）は、彼にちなんで名づけられている。